# Zilgendorf
Zilgendorf ist ein Gemeindeteil der oberfränkischen Stadt Bad Staffelstein im Landkreis Lichtenfels in Bayern.

## Geografie
Der Weiler Zilgendorf liegt elf Kilometer südlich von Coburg und neun Kilometer westlich von Lichtenfels im Norden eines lang gezogenen Dreiecks zwischen Itz und Main. Der Ort befindet sich nordwestlich am Fuß des Berges Kulch. Östlich verläuft die Schnellfahrstrecke Nürnberg–Erfurt.

## Geschichte
Die erste urkundliche Nennung von „Circhendorf“ war 1139, als Papst Innozenz II. den Ort als vom Bamberger Bischof Otto rechtmäßig erworben bestätigte. 1295 tauschten die Zisterzienser von Kloster Langheim alle Besitzungen in Zilgendorf gegen alle Güter der Benediktiner von Kloster Banz in Messenfeld. 1801 war die Zent bambergisch und die Dorfherrschaft gehörte dem Kloster Banz.
Die Brauerei und Gaststätte Gick gründete Adam Hornung im Jahr 1870. Ab 1925 betrieb Marie Gick und ab 1933 Johann Gick das Geschäft. Im Jahr 1998 wurde der Braubetrieb eingestellt. Der Gasthof war danach nur sonntags geöffnet.
1871 umfasste Zilgendorf 83 Einwohner und 40 Gebäude. Die Schule und die katholische Kirche waren im eineinhalb Kilometer entfernten Altenbanz. 1900 lebten 54 Personen in zwölf Wohngebäuden und 1925 insgesamt 51 Personen in neun Wohngebäuden. 1950 hatte Zilgendorf 99 Einwohner und unverändert neun Wohngebäude. Im Jahr 1970 zählte der Ort 61 Einwohner und 1987 insgesamt 40 Einwohner und zehn Wohngebäude.
Am 1. Juli 1972 schloss sich Altenbanz mit seinem Ortsteil Zilgendorf und den Nachbargemeinden Stadel, Nedensdorf, Unnersdorf und Teilen Weingartens zur neuen Gemeinde Banz zusammen, die am 1. Januar 1978 aufgelöst und in die Stadt Bad Staffelstein eingegliedert wurde. Seitdem ist Zilgendorf ein Stadtteil Staffelsteins.
Am 1. Juli 1972 wurde der Landkreis Staffelstein aufgelöst. Seitdem gehört Zilgendorf zum Landkreis Lichtenfels.

## Sehenswürdigkeiten
In der Liste der Baudenkmäler in Zilgendorf sind Sehenswürdigkeiten aufgeführt.